# Diacantharius abnormis
Diacantharius abnormis är en stekelart som först beskrevs av Cresson 1868.  Diacantharius abnormis ingår i släktet Diacantharius och familjen brokparasitsteklar. Inga underarter finns listade i Catalogue of Life.